# Ishin Sūden

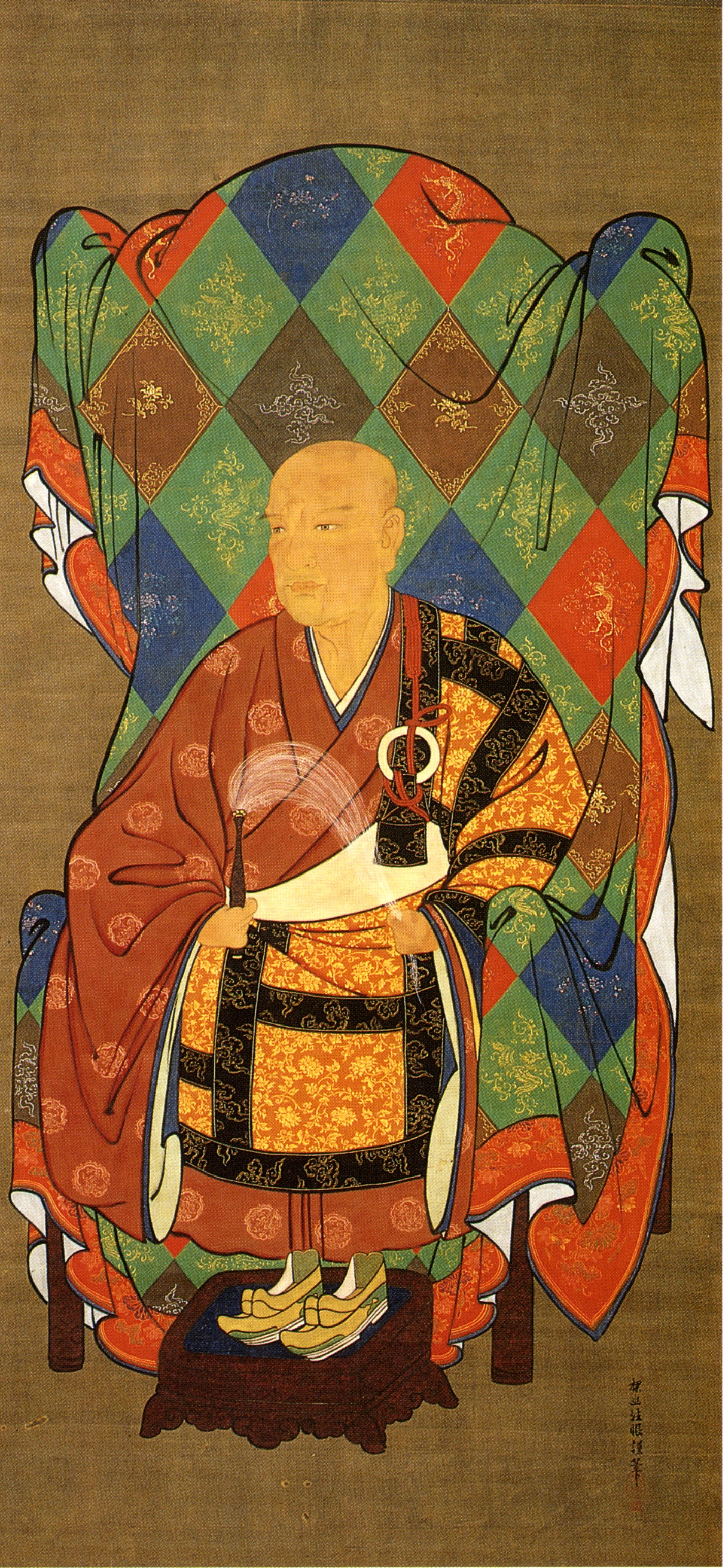
Ishin Sūden

Ishin Sūden (japanisch 以心 崇伝, auch einfach als Sūden bekannt; geboren 1569; gestorben 28. Februar 1633) war ein japanischer Priester der Rinzai-Richtung des Buddhismus in der Azuchi-Momoyama- und in der frühen Edo-Zeit.

## Leben und Wirken
Ishin Sūden wurde üblicherweise „Konchiin Sūden“ (金地院 崇伝) genannt. Er erhielt zu seinen Lebzeiten den Titel „Enshō Honkō Kokushi“ (円照本光国師). Im Jahr 1573, als das Muromachi-Shogunat gestürzt wurde, verlor er seinen Vater Isshiki Hidekatsu (一色 秀勝; 1581–1633) und trat unter Genpo Reizō  (玄圃 霊三; 1535–1608) in das Priestertum des Tempels Nanzen-ji ein. Im Alter von 26 Jahren erlangte er die Qualifikation eines Oberpriesters und lebte in verschiedenen Tempeln.
Im Jahr 1605 lebte Sūden als 270. Oberpriester des Nanzen-ji im Tempel Konchi-in (金地院). Im Jahr 1608 trat er die Nachfolge von Saishō Shōdai  (西笑 承兌; 1548–1608) an und wurde Sekretär für diplomatische Dokumente unter Tokugawa Ieyasu in Sumpu, heute Shizuoka. Danach zeichnete er sich nach und nach aus und wurde zu einem Schlüsselakteur in der Regierung des Shogunats. Die Frage der Inschrift auf der Glocke der Großen Buddha-Halle des Tempels Hōkō-ji, die den Angriff auf die Burg Ōsaka auslöste, stand im Zusammenhang mit dem „Bateren-tsuiho rei“ (伴天連追放令), dem Erlass zur Ausweisung der Patres (Bateren) und anderen Erlassen.
Im „Shie-Vorfall“ bestand er auf einer strengen Strafe, was ihm in der Öffentlichkeit einen schlechten Ruf einbrachte, und er erhielt den Spitznamen „Daiyokuzan kikoninsenjoji akukokushi“  (大欲山気根院僭上寺悪国師) ein. Aber seine klugen Leistungen in der frühen Shogunatsregierung waren hervorragend. Zu seinen Veröffentlichungen gehören „Ikoku Nikki“ (異国日記) – „Tagebuch zum Ausland“, „Honkō Kokushi Diary“ (本光国師日記) – „Tagebuch des Honkō Kokushi“ und „Honko Kokushi Hogo“ (本光国師法語) – „Reden das Honkō Kokushi“.